# Luo Yigang
Luo Yigang (chinesisch 罗毅刚, * 22. März 1975) ist ein ehemaliger chinesischer Badmintonspieler.

## Karriere
Luo Yigang machte international 1997 das erste Mal auf sich aufmerksam, als er bei den China Open Zweiter wurde. Bei den Thailand Open des gleichen Jahres wurde er Dritter. 1998 siegte er bei den Swedish Open und belegte den dritten Platz bei den All England. Ein Jahr später entschied er die Malaysia Open für sich. Mit dem chinesischen Thomas-Cup-Team wurde er 2000 Vizeweltmeister. Im Einzel war er noch einmal 2002 bei den French Open erfolgreich.

## Sportliche Erfolge
| Saison | Veranstaltung              | Disziplin    | Platz | Name       |
| ------ | -------------------------- | ------------ | ----- | ---------- |
| 1997   | China Open                 | Herreneinzel | 2     | Luo Yigang |
| 1997   | Thailand Open              | Herreneinzel | 3     | Luo Yigang |
| 1998   | Japan Open                 | Herreneinzel | 2     | Luo Yigang |
| 1998   | Swedish Open               | Herreneinzel | 1     | Luo Yigang |
| 1998   | Asienmeisterschaft         | Herreneinzel | 3     | Luo Yigang |
| 1998   | All England                | Herreneinzel | 3     | Luo Yigang |
| 1999   | Malaysia Open              | Herreneinzel | 1     | Luo Yigang |
| 2002   | Thomas Cup                 | Team         | 2     | China      |
| 2000   | Thailand Open              | Herreneinzel | 3     | Luo Yigang |
| 2001   | Chinesische Nationalspiele | Herreneinzel | 1     | Luo Yigang |
| 2002   | French Open                | Herreneinzel | 1     | Luo Yigang |